# Canal d'Alaric
Pour les articles homonymes, voir Alaric.
Le canal d'Alaric est un petit canal de délestage de l'Adour dans les Hautes-Pyrénées, contournant Tarbes par l'est.

## Étymologie
Il doit son nom à Alaric, roi des Wisigoths (484-507), un peuple germanique installé dans le Sud-Ouest de la Gaule où il fonda un royaume avec Tolosa pour capitale.

## Géographie
Le canal est capté sur la rive droite de l'Adour, au Seuil d'Alaric à Pouzac. Il est dimensionné pour écouler un débit maximal de 6 000 l/s soit 30 % du débit de l'Adour au captage. Son cours, parallèle à celui de l'Adour, contourne l'agglomération tarbaise par l'est.
Il emprunte le lit de l'Estéous sur quelques kilomètres au nord de Rabastens-de-Bigorre puis reprend son cours à Monfaucon. Après un parcours de 17 km dans le département du Gers, il rejoint le canal des moulins. Celui-ci, d'une longueur de 12 km, est alimenté par l'Adour au niveau du barrage de Charrutot (où le débit réservé pour l'Adour est de 3 000 l/s). Leur jonction constitue un « tronc commun » de 1 620 m avec un droit d'eau fixé à 2 100 l/s jusqu'au diviseur de Belloc où se séparent :
- le canal de Cassagnac (1 500 l/s au niveau du Diviseur de Belloc), qui rejoint l'Arros à Plaisance du Gers après un parcours de 6,2 km ;
- le canal des Rouges ou canal des Moulins (600 l/s), qui rejoint l'Arros sur la commune d'Izotges peu avant sa confluence dans l'Adour.

Sa longueur est de 73,8 km.
C'est très près de ce canal (sur le territoire de la commune de Monfaucon) au sud de Maubourguet qu'un séisme, de magnitude 4,2 sur l'échelle ouverte de Richter, a été enregistré à 3 h 57 du matin le dimanche 18 mai 2008.

### Communes et départements traversés
- Hautes-Pyrénées : Pouzac, Ordizan, Antist, Vielle-Adour, Bernac-Dessus,Bernac-Debat, Allier, Barbazan-Debat, Séméac, Aureilhan, Orleix, Chis, Dours, Castéra-Lou, Lescurry, Lacassagne, Rabastens-de-Bigorre, Barbachen, Monfaucon, Sauveterre, Auriébat, Labatut-Rivière.
- Gers : Haget, Ladevez-Ville,Tieste-Uragnoux.
- Gers (canal des Moulins) : Jû-Belloc, Préchac-sur-Adour, Izotges.

## Principaux affluents
- (RD) l'Ousse, à Orleix en provenance d'Angos,
- (RD) Loulès, à Dours en provenance de Boulin,
- (RD) Léchéoux à Barbazan-Debat en provenance de Barbazan-Dessus.

## Galerie d'images

Sélection de vues du canal.
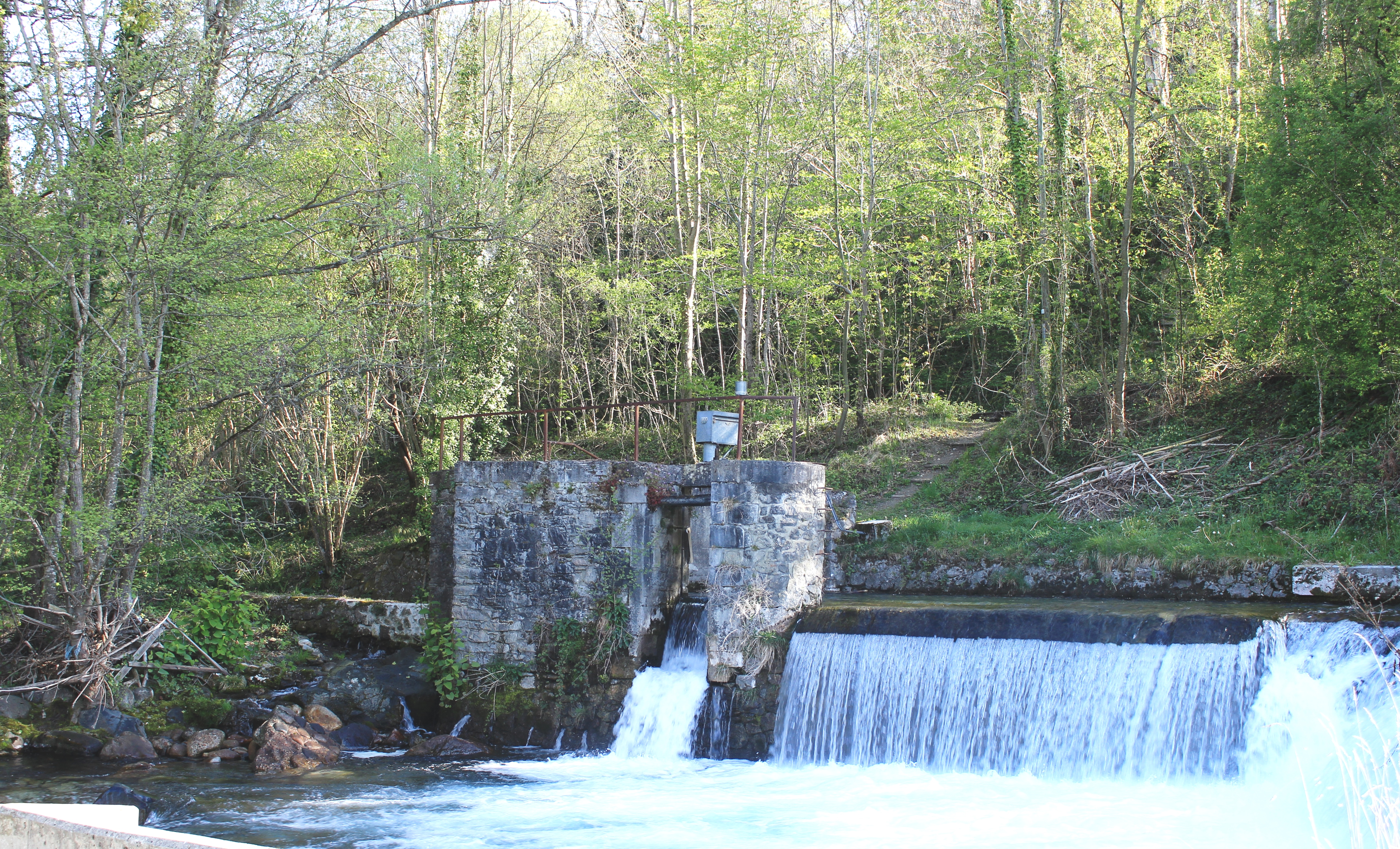
Prise d'eau à Pouzac.
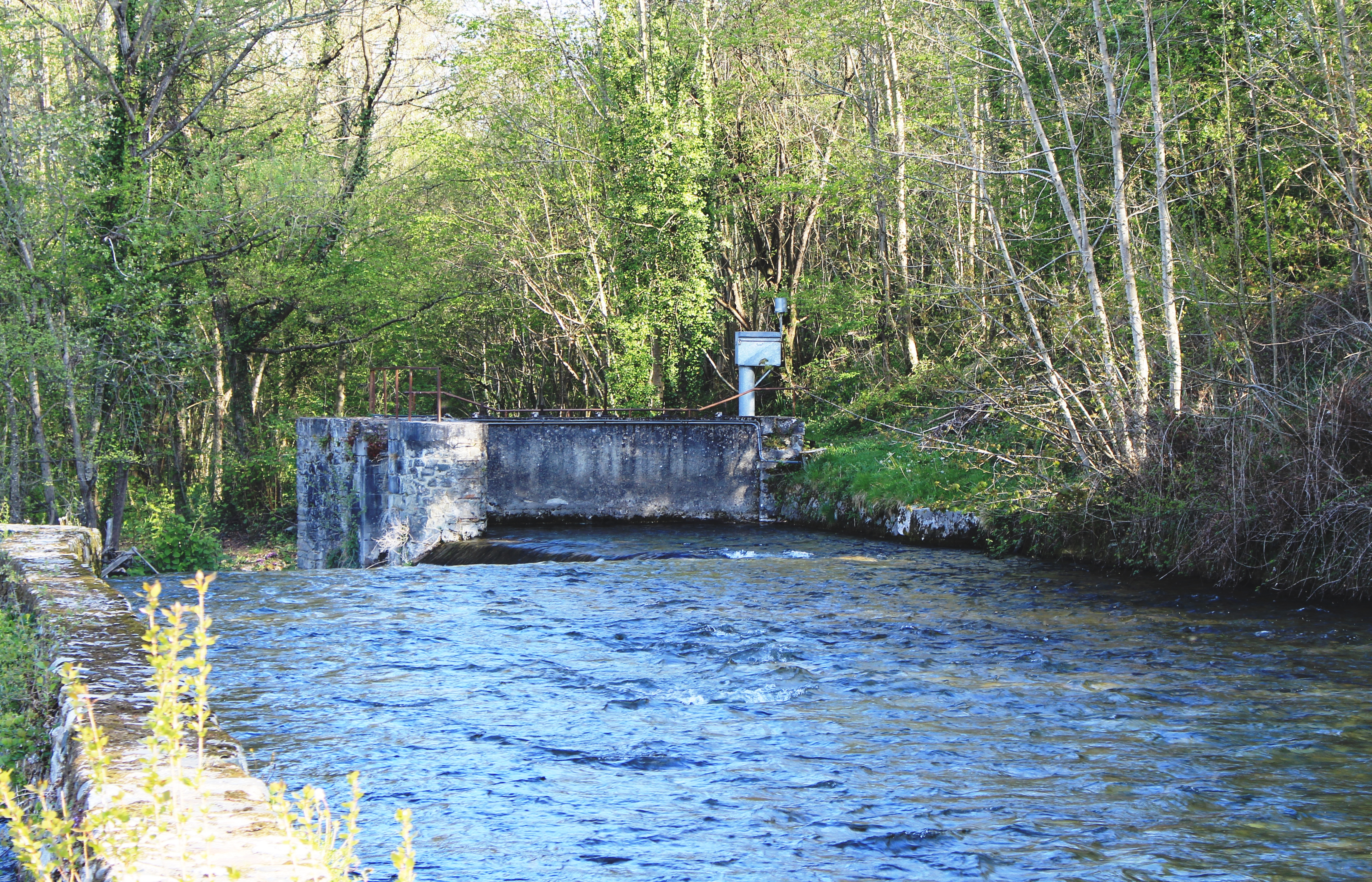
Prise d'eau à Pouzac.
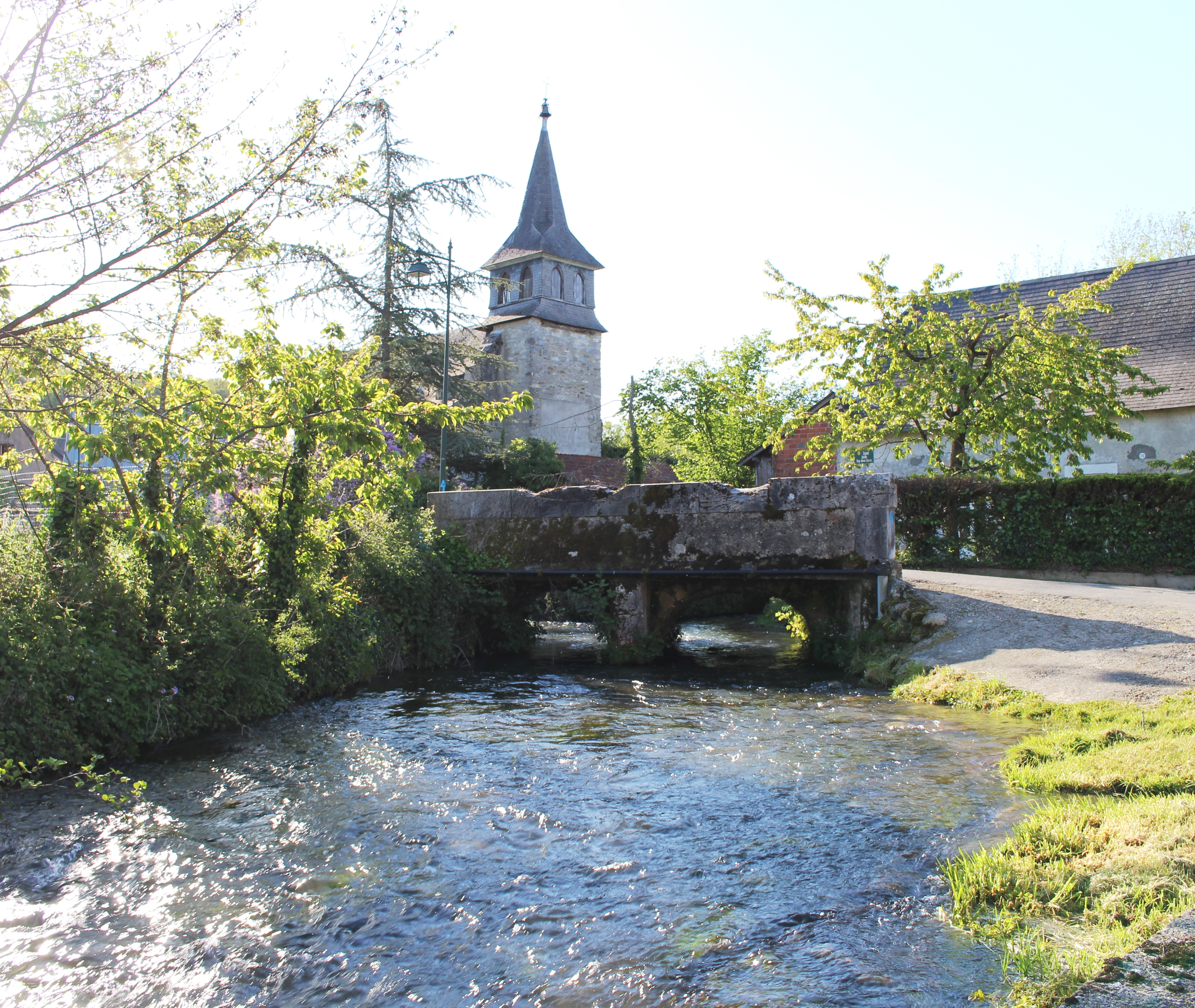
à Antist.
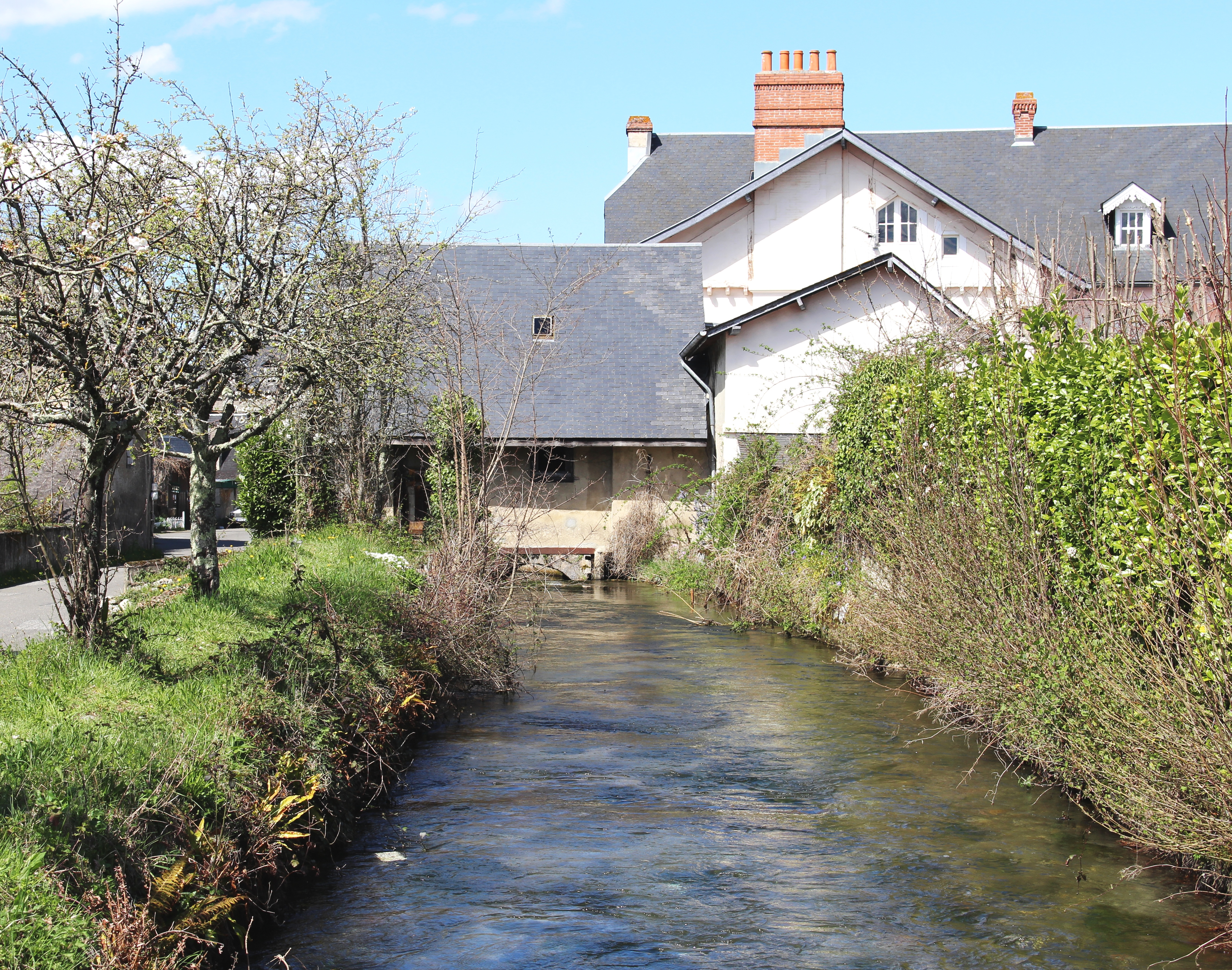
à Ordizan.
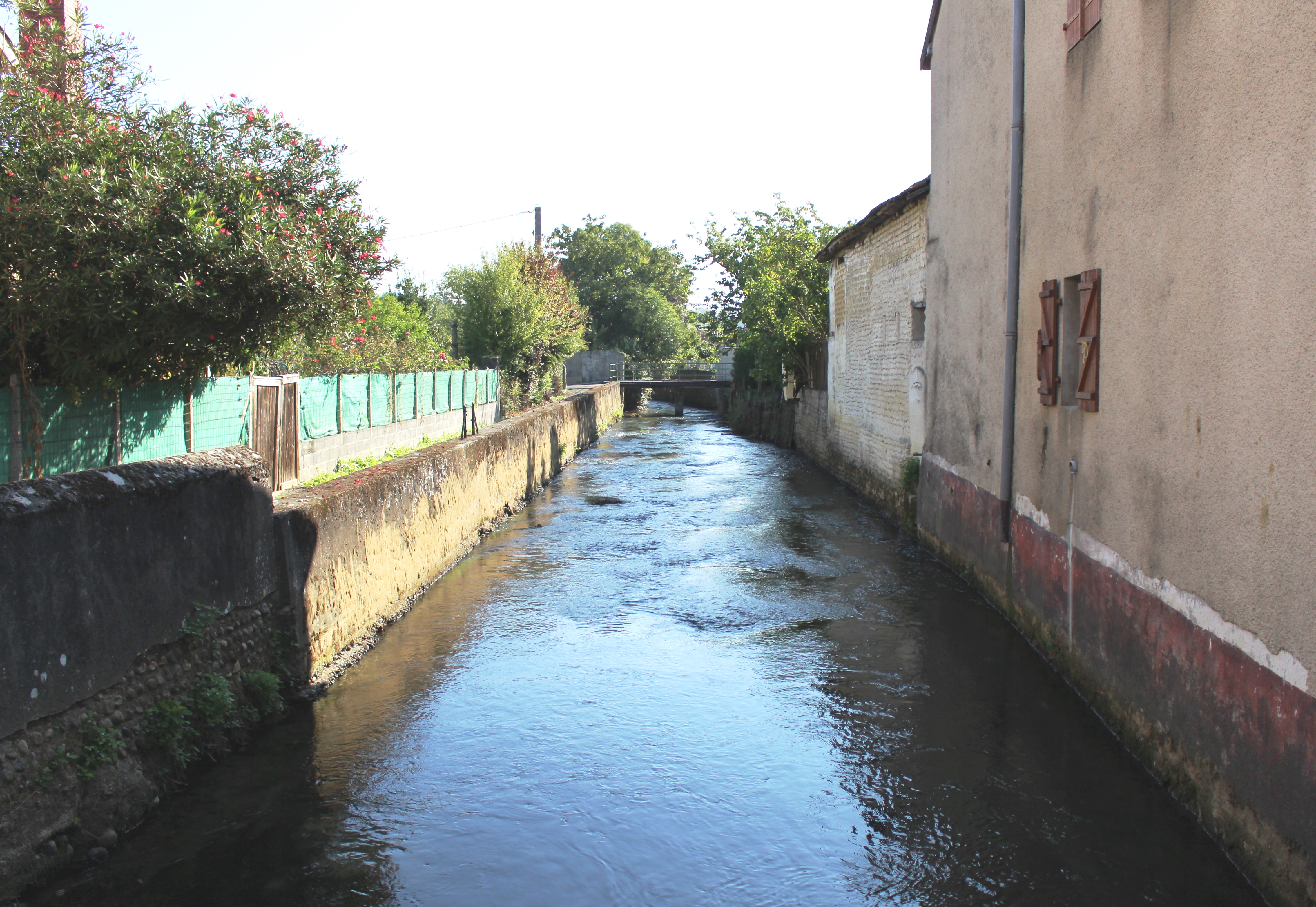
à Rabastens-de-Bigorre.